# Municipio de Elkhorn (condado de Cuming)
El municipio de Elkhorn (en inglés: Elkhorn Township) es un municipio ubicado en el condado de Cuming en el estado estadounidense de Nebraska. En el año 2010 tenía una población de 253 habitantes y una densidad poblacional de 2,72 personas por km².

## Geografía
El municipio de Elkhorn se encuentra ubicado en las coordenadas 41°52′12″N 96°50′26″O / 41.87000, -96.84056. Según la Oficina del Censo de los Estados Unidos, el municipio tiene una superficie total de 93.1 km², de la cual 92,58 km² corresponden a tierra firme y (0,56 %) 0,52 km² es agua.

## Demografía
Según el censo de 2010, había 253 personas residiendo en el municipio de Elkhorn. La densidad de población era de 2,72 hab./km². De los 253 habitantes, el municipio de Elkhorn estaba compuesto por el 100 % blancos. Del total de la población el 0 % eran hispanos o latinos de cualquier raza.